# Charte angoumoise
La Charte angoumoise est une table utilisée dans les jeux de rôle pour simuler les actions incertaines. Elle fut créée par Stéphane Daudier pour le jeu français Légendes celtiques, mais elle avait été publiée en primeur en juillet 1983 dans un article coécrit avec Guillaume Rohmer pour le numéro 4 du fanzine Runes.
L'auteur attribue la Charte angoumoise à un duc d'Angoulême qui, étant privé de son activité favorite à la suite d'un accident, avait inventé un jeu de simulation de chasse au XVIe siècle. Cette anecdote est néanmoins totalement fictive.
Initialement prévue pour des scores sur 20 (lancer d'un D20), elle fut ensuite publiée par le journal Casus Belli sous la forme d'un jeu de rôle de deux pages : R.O.L.E. (Règles optionnelles limitées à l'essentiel) pour des scores sur 12 (cumul du lancer de deux D6).
Du fait de sa simplicité, elle peut s'adapter à tous les jeux. C'est un système de jeu linéaire.

## Principe de la Charte angoumoise
Dans la plupart des jeux, les caractéristiques et les compétences sont des nombres ; plus le nombre est élevé, plus le personnage est capable de réussir l'action. Un moyen simple de déterminer la réussite consiste à faire un jet sous la caractéristique ou la compétence (que nous dénommerons par la suite capacité de manière générique). Cela correspond à jeter des dés :
- si le résultat des dés est inférieur ou égal à la capacité, l'action réussit ;
- si le résultat est supérieur, l'action échoue.

La Charte angoumoise fournit des modificateurs permettant de modifier ces jets et d'en apprécier la qualité :
- si une action est difficile, la table donne un malus à soustraire de la capacité ;
- si une action est simple, la table donne un bonus à ajouter à la capacité.

Elle fournit aussi une appréciation du résultat : la marge (différence entre le score à atteindre et le jet) donne un résultat qualitatif.
Voici un exemple de table en supposant que les capacités vont environ de 1 à 10 (ou de 2 à 12, par exemple 2d6) ; il s'agit d'un extrait de la table de R.O.L.E. Si les capacités vont jusqu'à environ 20 (1d20, 2d10 ou 3d6), il suffit de multiplier par deux ; si elles vont jusqu'à 100 (1d100), il suffit de multiplier par 10.
| appréciation de la difficulté | modificateur (bonus/malus) |  | marge | qualité de la réussite/l'échec |
| ----------------------------- | -------------------------- |  | ----- | ------------------------------ |
| Impossible                    | -10                        |  | -10   | Cauchemardesque                |
| Presque impossible            | -8                         |  | -8    | Catastrophique                 |
| ...                           | ...                        |  | ...   | ...                            |
| Malaisé                       | -2                         |  | -2    | Défavorable                    |
| Moyen                         | 0                          |  | 0     | Médiocre                       |
| Aisé                          | +2                         |  | +2    | Favorable                      |
| ...                           | ...                        |  | ...   | ...                            |
| Presque immanquable           | +8                         |  | +8    | Excellent                      |
| Immanquable                   | +10                        |  | +10   | Fantastique                    |

Réussite de l'action si jet ≤ capacité + modificateur
Marge = capacité + modificateur - jet

### Lancer critique
Dans le système de jeu original de Légendes, il existait également la notion de « lancer critique » : lorsque le joueur obtenait 1 avec 1d20, il pouvait relancer le dé et cumuler le cas échéant les marges obtenues.
Certains joueurs ont étendu cette notion à l'échec critique : sur un jet de 20, le joueur doit relancer et accumuler si nécessaire ses marges d'échec.

### Exemple
Un personnage a une compétence marcher en silence qui a pour valeur 12. Le maître de jeu retient comme difficulté que le parquet est grinçant. Il estime donc les circonstances « défavorables » et la charte lui indique un malus de -4. Le joueur doit alors faire 12 - 4 = 8 ou moins avec un dé à 20 faces pour réussir l'action.
- Si le lancer donne 14, la marge vaut 8 - 14 = -6 et le joueur déclare « Manqué de 6 ». La charte indique que c'est un résultat « très mauvais ». Interprétation du maître de jeu : « Toute la maison est réveillée ! »
- Si le jet de dé donne 8, la marge est de 0 et le joueur déclare « Ça passe juste ». La charte indique « médiocre ». La décision du maître de jeu : « Personne ne t'entend dans le salon, seul le chien grogne un peu. »
- Si le lancer donne 2, la marge vaut 6 et le joueur déclare « Passé de 6 ». La charte indique que le résultat est « neutre ». L'interprétation du maître de jeu : le personnage peut monter les escaliers sans faire grogner le chien.
- Si le jet donne 1, le joueur déclare « Critique ! ». Le nouveau lancer donne 2 et les marges cumulées valent (8 - 1 = 7) + (8 - 2 = 6) = 13. Le joueur déclare alors « Passé de 13 ». La charte indique que c'est un résultat « fantastique » et le maître de jeu décide que le personnage peut fouiller la table de nuit sans réveiller personne.
- Le jet donne 20, le joueur déclare « Échec critique ! ». Le nouveau lancer donne 18, les marges cumulées valent (8 - 20 = -12) + (8 - 18 = -10) = -22 et le joueur déclare « Raté de 22 ». La charte indique un résultat « cauchemardesque ». La décision du maître de jeu : le personnage accroche un vase qui tombe et se brise à grand fracas, ce qui fait aboyer le chien ; la maison est réveillée, mais aussi les voisins qui alertent la garde.